# ستيفان مايوفسكي
ستيفان مايوفسكي (بالبولندية: Stefan Majewski)‏، من مواليد 31 يناير 1956 في بولندا، لاعب كرة قدم بولندي سابق، ومدرب كرة قدم بولندي.
لعب مع منتخب بولندا لكرة القدم.

## روابط خارجية
- ستيفان مايوفسكي على موقع الاتحاد الدولي (مؤرشف)  (الإنجليزية)
- ستيفان مايوفسكي على موقع قاعدة بيانات كرة القدم.إي يو (الإنجليزية)
- ستيفان مايوفسكي على موقع بيانات كرة القدم. دي إي (الألمانية)
- ستيفان مايوفسكي على موقع ناشيونال فوتبول تيمز (الإنجليزية)
- ستيفان مايوفسكي على موقع عالم كرة القدم.نت (الإنجليزية)